# Protohydra leuckarti
Protohydra leuckarti is een hydroïdpoliep uit de familie Protohydridae. De poliep komt uit het geslacht Protohydra. Protohydra leuckarti werd in 1870 voor het eerst wetenschappelijk beschreven door Greeff. 